# Bruno Pilat
Bruno Pilat (Follina, 13 aprile 1913 – Savona, 9 maggio 2006) è stato un militare italiano.

## Biografia
Nato in una famiglia di operai, si trasferì nel 1928 dal Veneto a Susa, con la famiglia. Nel giugno del 1942 sposò Rosa Piccinetti dalla quale ebbe due figli: Bianca e Roberto. Trascorse tutta la sua vita lavorativa nell’Arma dei Carabinieri. Morì a Savona il 9 maggio 2006.

### Carriera militare
Nel 1931 si arruolò nell’Arma dei Carabinieri Reali e nel 1935 fu onorato con la Medaglia di bronzo al valor militare. Nel 1937 partì come volontario per l’Eritrea, dove ricevette la promozione a vicebrigadiere. Rientrò in Italia nel 1938, dove fu destinato al comando della stazione di Campione d’Italia. 
Nel 1940, promosso brigadiere, entrò a far parte della sezione alpina 415 della divisione Julia con la quale giunse in territorio di guerra in Albania, dove nel mese di dicembre venne ricoverato all’ospedale militare Kirios di Tirana. Rimpatriato nel maggio del 1941 dopo una lunga convalescenza, fu designato al comando della stazione di Ponte del Gallo (SO) e nell’aprile del 1942 venne trasferito al comando della Stazione di Aprica. Catturato il 5 agosto 1944 e deportato in Germania, divenne uno “schiavo di Hitler”. Fuggì dal campo di concentramento all’inizio dell'aprile del 1945 e raggiunse Rovereto a piedi travestito da autista tedesco. Il 10 maggio dello stesso anno fu reintegrato al comando della Stazione di Aprica.
Nel settembre del 1945 fu assegnato al C.S. (controspionaggio) a Cernobbio e in seguito fu al comando di diverse stazioni territoriali: Romanengo nel 1946, Castelleone nel 1957 e, per ultima, con il grado di maresciallo maggiore, Stresa nel 1961.
Alla sua memoria è intitolata, dal 9 marzo 2015, la Caserma sede del Comando Stazione Carabinieri di Cison Valmarino.

### Attività antifascista
Dopo l’8 settembre, concorse con don Carozzi ad organizzare la fuga di 218 ebrei confinati ad Aprica sotto la sua sorveglianza, accompagnandone personalmente al confine svizzero alcuni che, con il suo accordo, si erano attardati per aspettare dei corregionali.
Pur rimanendo al comando della Stazione (sulla base della direttiva emanata dal Comando Generale nella quale si disponeva che i carabinieri della territoriale, in osservanza alle norme diritto bellico, dovevano rimanere al loro posto al fianco delle popolazioni) cominciò da subito a collaborare con i partigiani delle Fiamme Verdi fornendo loro armi, facendo propaganda attiva allo scopo di persuadere i giovani a non arruolarsi nella Repubblica Sociale italiana, avvisando tempestivamente i renitenti la leva a sfuggire alle ricerche dei militi della Guardia Nazionale Repubblicana e ha aiutato e dato sostentamento a numerosi prigionieri di guerra alleati che, provenienti dai campi di concentramento, si dirigevano verso la Svizzera.
Con l’ingegner Sergio Tenni (ufficiale del Corpo Volontario della Libertà) mise in atto un’attività di spionaggio a favore del Comitato di Liberazione Nazionale di Milano fornendo la lista dei ricercati politici, i movimenti di forze fasciste e tedesche e informazioni utili per disegnare una mappa della Valtellina con indicati i presidi tedeschi e fascisti nonché le fortificazioni che i tedeschi stavano costruendo e quelle ultimate. Tale mappa avrebbe potuto essere importante nel caso in cui Mussolini fosse riuscito a raggiungere la Valtellina e realizzare l’ultima difesa della RSI: il Ridotto della Valtellina. 
Il 19 giugno del 1944 fu ricoverato all’ospedale di Sondrio.  Al termine della convalescenza non si presentò in servizio, avendo deciso di aggregarsi alle Fiamme Verdi non appena fosse stato in grado di fare vita in montagna ma, a causa della sua attività antifascista, fu catturato il 5 agosto del 1944 dai militi della Confinaria. Consegnato ai tedeschi fu deportato in un campo di concentramento in Germania.